# Britney and Kevin: Chaotic
Britney and Kevin: Chaotic é uma série de televisão americana, dos gêneros reality show e documentário, criada por Anthony E. Zuiker. Estrelado pela cantora americana Britney Spears e o seu então marido Kevin Federline, a série de cinco episódios foi exibida no canal de televisão UPN de 17 de maio a 14 de junho de 2005, e narra o relacionamento do casal desde seu namoro até seu noivado e casamento.
A maioria das filmagens haviam sido originalmente gravadas para o reality show de Spears que documentaria a parte européia da turnê The Onyx Hotel Tour, na primavera de 2004. Durante as gravações do videoclipe da canção "Outrageous", Spears caiu e feriu seu joelho esquerdo, e com isso, o restante da turnê e da série foram cancelados.
Britney and Kevin: Chaotic foi fortemente criticada pelos críticos, que consideraram a série o suicídio da carreira de Spears. Os críticos observaram o narcisismo excessivo de Spears e criticaram os temas abordados na série por serem demasiado explícitos. O lançamento em DVD de Britney e Kevin: Chaotic inclui o homônimo primeiro extended play de Spears.

## Antecedentes
A MTV News anunciou em abril de 2004 que Spears estava planejando uma série de reality show para documentar sua vida nos bastidores durante a fase européia da turnê The Onyx Hotel Tour. Chamado de OnTourage, as filmagens da fase européia, que durou de seis semanas, foram compiladas em uma série de seis episódios, com cada episódio sendo vendido por cerca de US$ 1 milhão, "muito mais do que a maioria dos programas de reality". Spears iria narrar e fazer filmagens dela com seus dançarinos e sua equipe. O planejamento era de que o programa estaria concluído "já no verão".
Em 8 de junho, Spears estava filmando o videoclipe da canção "Outrageous" no Queens, em Nova Iorque, quando caiu e feriu seu joelho esquerdo. Ela foi levada imediatamente para um hospital local e submeteu-se a uma cirurgia artroscópica no dia seguinte. Ela foi forçada a permanecer seis semanas com uma tala de joelho, seguido de oito a doze semanas de reabilitação, o que causou o cancelamento dos shows futuros. Como resultado, OnTourage também foi descartado. Em julho, Spears anunciou seu noivado com o dançarino americano Kevin Federline, o qual ela avia conhecido três meses antes. Como Federline havia recentemente terminado seu relacionamento com a atriz Shar Jackson, que estava grávida de seu segundo filho do casal, o noivado foi objeto de ampla cobertura mediática. Uma cerimônia de casamento foi realizada em 18 de setembro de 2004, mas eles não se casaram legalmente até três semanas depois, em 6 de outubro, devido a um atraso na finalização do acordo pré-nupcial do casal. Em outubro de 2004, a cantora anunciou que iria tirar outra pausa de sua carreira para começar uma família.

## Desenvolvimento
Após uma "feroz guerra de licitação", em 5 de abril de 2005 foi anunciado que Spears havia assinado um acordo com a rede de TV UPN para transmitir uma reality documentando seu relacionamento com Federline. Foi revelado que a série, a qual seria exibida em cinco episódios, acompanharia o relacionamento "desde os estágios inicias de seu namoro até seu noivado e, por fim, a caminhada até o altar". Em uma declaração sobre a série, Spears afirmou: "Desde o dia em que Kevin e eu nos conhecemos, houve rumores constantes e especulações imprecisas sobre nossa vida juntos. Sinto que no ano passado, os tabloides dominaram minha vida e estou muito empolgada em mostrar aos meus fãs o que realmente aconteceu, em vez de todas as histórias, que foram mal interpretadas pelos jornalistas no passado. Como mencionei antes, agora vou estar expressando minha vida pessoal através da arte".
A série foi inicialmente intitulada Britney and Kevin: Can You Handle Our Truth?, antes de ser alterada para Britney and Kevin: Chaotic, com "Can you handle our truth?" servindo como seu slogan. Toda a filmagem gravada para a OnTourage foi usada para Britney e Kevin: Chaotic. De acordo com Spears, a série ajudou o casal a se conhecer melhor, dizendo: "Eu não conhecia [Kevin] muito bem, e quando eu peguei na câmera, fez eu me sentir melhor. É muito estranho porque era, tipo, toda essa tensão no início. Estávamos tão nervosos em estar juntos. Eu sou muito tímida, e quando eu estava com a câmera na mão, eu me sentia mais extrovertida".

## Audiência
O primeiro episódio da série foi visto por 3,7 milhões de telespectadores, tornando-se o episódio de um programa pré-programado do horário das 9 horas da noite de terça-feira mais assistido do canal UPN desde março de 2004. O segundo episódio obteve 3 milhões de telespectadores, terminando na octogésima primeira posição, naquela semana, no seu intervalo de tempo. O terceiro e quarto episódios foram vistos por 2,5 milhões de telespectadores cada, enquanto o episódio final, exibido uma hora antes, às 8:00 da noite, atraiu 2,1 milhões de telespectadores. Em um mês, Britney e Kevin: Chaotic perdeu 1,6 milhão de telespectadores.

## Prêmios e indicações
| Ano  | Premiação          | Categoria                             | Indicado(s)              | Resultado |
| ---- | ------------------ | ------------------------------------- | ------------------------ | --------- |
| 2005 | Teen Choice Awards | Choice TV Reality/Variety Star - Male | Kevin Federline          | Indicado  |
| 2005 | Teen Choice Awards | Choice TV Show: Reality               | Britney & Kevin: Chaotic | Indicado  |

## Episódios
| No. | Título                          | Direção           | Exibição Original   | Audiência (milhões) |
| --- | ------------------------------- | ----------------- | ------------------- | ------------------- |
| 1 | "Can You Handle My Truth?"      | Anthony E. Zuiker | 17 de maio de 2005  | 3.7                 |
| Spears casualmente brinca com uma nova câmera, focando ocasionalmente em outras pessoas, mas em geral mantendo a lente em si mesma. Ela pergunta às pessoas à sua volta suas opiniões sobre sexo, amor e casamento, enquanto está em turnê em Londres. Federline é apresentado como o novo par romântico de Spears. |                                 |                   |                     |                     |
| 2 | "Who Said Anything About Love?" | Anthony E. Zuiker | 24 de maio de 2005  | 3.0                 |
| Spears capta os primeiros momentos especiais de seu relacionamento com Federline. Além disso, ela fica nervosa ao Federline vê-la se apresentar no palco pela primeira vez. |                                 |                   |                     |                     |
| 3 | "Scared to Love You"            | Anthony E. Zuiker | 31 de maio de 2005  | 2.5                 |
| O relacionamento de Spears e Federline progrede até o ponto em que Spears revela que ela o ama. No entanto, depois que Federline não responde o mesmo, Spears se fecha um pouco sobre seus sentimentos e faz confidências à câmera para confortar-se.                                                               |                                 |                   |                     |                     |
| 4 | "Magic Happens"                 | Anthony E. Zuiker | 7 de junho de 2005  | 2.5                 |
| Depois de um dia em Paris, Spears percebe que Federline é "o cara certo" para ela, então ela o pede em casamento. Federline diz que não e mais tarde pede-lhe que se case com ele. |                                 |                   |                     |                     |
| 5 | "Veil of Secrecy"               | Anthony E. Zuiker | 14 de junho de 2005 | 2.1                 |
| A família e os amigos de Spears e de Federline chegam no que eles achavam ser uma festa de noivado, e descobrem na verdade irão participar de seu casamento. |                                 |                   |                     |                     |

## Lançamento em vídeo
Britney & Kevin: Chaotic... the DVD & More foi lançado em 27 de setembro de 2005 nos Estados Unidos, pela Jive Records. O DVD contém os cinco episódios da série, bem como cenas inéditas e os videoclipes das canções "Do Somethin'" (2005) e "Someday (I Will Understand)" (2005). Também conta com uma galeria de fotos da cerimônia de casamento do casal. O primeiro extended play, homônimo, de Spears foi incluído como um CD bônus ao lançamento em DVD. A imagem do vídeo conta com uma proporção de tela de 1.33: 1. No Japão, o DVD chegou à posição de numero quarenta na parada de DVDs  da Oricon, e permaneceu na parada por 4 semanas.

### Lista de faixas
| Britney and Kevin: Chaotic... the DVD |                                |         |  |
| N.º                                   | Título                         | Duração |  |
| 1.                                    | "Can You Handle My Truth"      | 35:20   |  |
| 2.                                    | "Who Said Anything About Love" | 19:49   |  |
| 3.                                    | "...Scared to Love You"        | 18:42   |  |
| 4.                                    | "Magic Happens"                | 18:46   |  |
| 5.                                    | "Veil of Secrecy"              | 42:06   |  |
| Duração total:                        | Duração total:                 | 2:14:43 |  |

| Britney and Kevin: Chaotic... the DVD – Material bônus |                                               |                  |         |  |
| N.º                                                    | Título                                        | Diretor          | Duração |  |
| 1.                                                     | "Someday (I Will Understand)" (The Making of) |                  | 6:29    |  |
| 2.                                                     | "Someday (I Will Understand)" (Videoclipe)    | Michael Haussman | 3:50    |  |
| 3.                                                     | "Do Somethin'" (Videoclipe)                   | Bille Woodruff   | 3:41    |  |
| Duração total:                                         | Duração total:                                | Duração total:   | 13:51   |  |

| Britney and Kevin: Chaotic... the CD |                               |                                                                 |                  |         |  |
| N.º                                  | Título                        | Compositor(es)                                                  | Produtor(es)     | Duração |  |
| 1.                                   | "Chaotic"                     | Christian Karlsson Pontus Winnberg Henrik Jonback Michelle Bell | Bloodshy & Avant | 3:33    |  |
| 2.                                   | "Someday (I Will Understand)" | Britney Spears                                                  | Guy Sigsworth    | 3:38    |  |
| 3.                                   | "Mona Lisa"                   | Spears Teddy Campbell David Kochanski                           | Bloodshy & Avant | 3:27    |  |
| Duração total:                       | Duração total:                | Duração total:                                                  | Duração total:   | 10:38   |  |

| Britney and Kevin: Chaotic... the CD – Faixa bônus da Edição Internacional |                                                              |                |                                        |         |  |
| N.º                                                                        | Título                                                       | Compositor(es) | Produtor(es)                           | Duração |  |
| 4.                                                                         | "Someday (I Will Understand)" (Hi-Bas Signature Radio Remix) | Spears         | Sigsworth Nick Fiorucci Taras Harkavyi | 3:46    |  |
| Duração total:                                                             | Duração total:                                               | Duração total: | Duração total:                         | 14:24   |  |

| Britney and Kevin: Chaotic... the CD – Faixas bônus do Reino Unido e Japão |                                                              |                                                         |                                        |         |  |
| N.º                                                                        | Título                                                       | Compositor(es)                                          | Produtor(es)                           | Duração |  |
| 4.                                                                         | "Over to You Now"                                            | Sigsworth Imogen Heap Robin Carlsson Alexander Kronlund | Sigsworth                              | 3:46    |  |
| 5.                                                                         | "Someday (I Will Understand)" (Hi-Bas Signature Radio Remix) | Spears                                                  | Sigsworth Nick Fiorucci Taras Harkavyi | 3:46    |  |
| Duração total:                                                             | Duração total:                                               | Duração total:                                          | Duração total:                         | 18:22   |  |

## Classificação etária
- Estados Unidos: 14
- Reino Unido: 15
- Austrália: M
- Brasil: 12
- Singapura: PG

## Ligações Externas
- Site oficial de Britney Spears BritneySpears.com